# Hiers-Brouage
Hiers-Brouage là một xã trong tỉnh Charente-Maritime trong vùng Nouvelle-Aquitaine tây nam nước Pháp. Xã này nằm ở khu vực có độ cao t0-26 mét trên mực nước biển.